# 天文時計
天文時計（てんもんどけい）とは、天文学的な情報、例えば太陽、月、十二宮の星座、時には主要な惑星の相対的な位置などを示すための特殊な装置と文字盤を備えた時計である。

## 定義
「天文時計」の語によって示されるものに厳密な決まりはなく、時刻の他に何らかの天文学的情報が表されているもの全般が含まれる。それらの情報には天球上の太陽と月の位置、月齢、黄道上の太陽の場所に対応する星座、恒星時、さらには食を示す月の黄道との交点や回転する星図など、様々なものがある。
天文時計には普通、天動説に基づいた太陽系があしらわれている。文字盤の中央には地球を表す円盤や球が置かれていることが多く、これが同時に太陽系の中心を示している。太陽はしばしば金色の球で表され、24時間で地球のまわりを1周する。このように表現することで日常的な体験、あるいはコペルニクス以前のヨーロッパにおける哲学的世界観と一致させている。

## 歴史
11世紀に宋朝の技術者蘇頌は水流と脱進機を動力とする天文時計を作った。
ヨーロッパで初期の時計がどのように開発されていったのかはよくわかっていないものの、一般には1300年から1330年ごろには既に機械仕掛けの時計（水ではなく脱進機を用いるもの）が存在したとされている。これには交通機関などの運行や公的な行事が行われる時刻を知らせることと、太陽系の動きを模することとの2つの機能が与えられていた。このころ天文学者や占星術師はアストロラーベを使っており、彼らはこれを機械化して自動的に動作する太陽系の模型を作ろうと考えたことから、必然的に後者の機能が発達することになった。
セント・オールバンズ（St Albans）の「ウォリンフォードのリチャード」によって1330年代に、そしてパドヴァのヤコポ・デ・ドンディ（Jacopo De' Dondi）、ジョヴァンニ・デ・ドンディ（Giovanni De'Dondi）父子によって1350年代に発明された天文時計は、現存こそしていないものの製法や設計に関する詳細な記録が残されており、それらに基づいて再現されている。ウォリンフォードの時計には太陽、月（月齢・月相・交点）、恒星、惑星に加えて「幸運の車輪（Wheel of Fortune）」とロンドン橋での潮汐が配されていた。デ・ドンディの時計には7つの面があり、それぞれにそのころ知られていた惑星が割り当てられていた。これら2つの時計は他のもの同様、設計者が意図したほど正確ではなかった。ギア比は正確に計算されていたが、実際には摩擦の影響があり、また製造技術も未熟であったことから、理想的には動作しなかった。
18世紀になり天文学への興味が高まると再び天文時計が関心を集めた。哲学的な意味よりも振り子で制御された時計を用いることによって得られる正確な天文学的情報が求められるようになった。

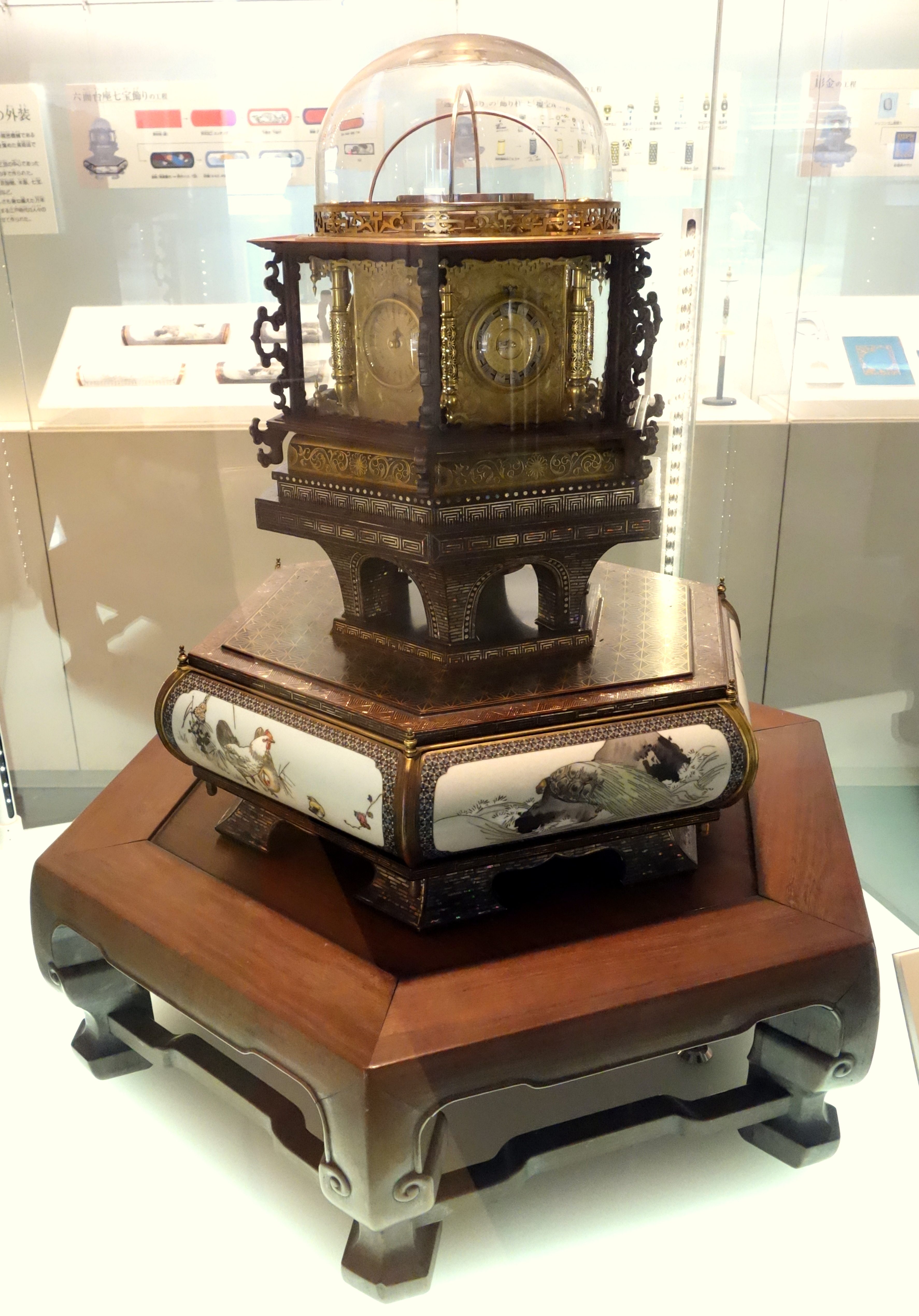
江戸時代末期(1851年)に田中久重によって製作された万年自鳴鐘
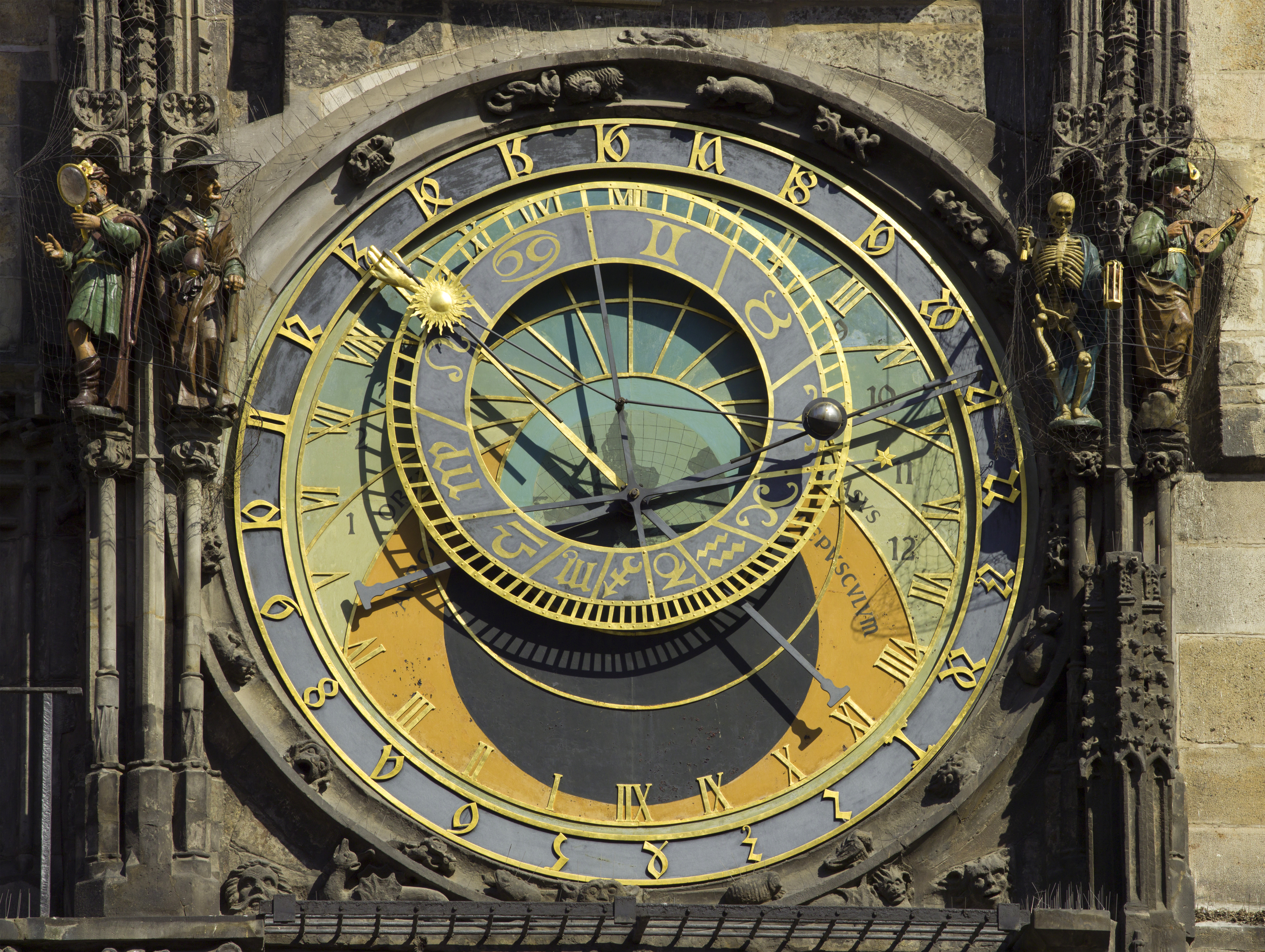
プラハの彫像つきの天文時計
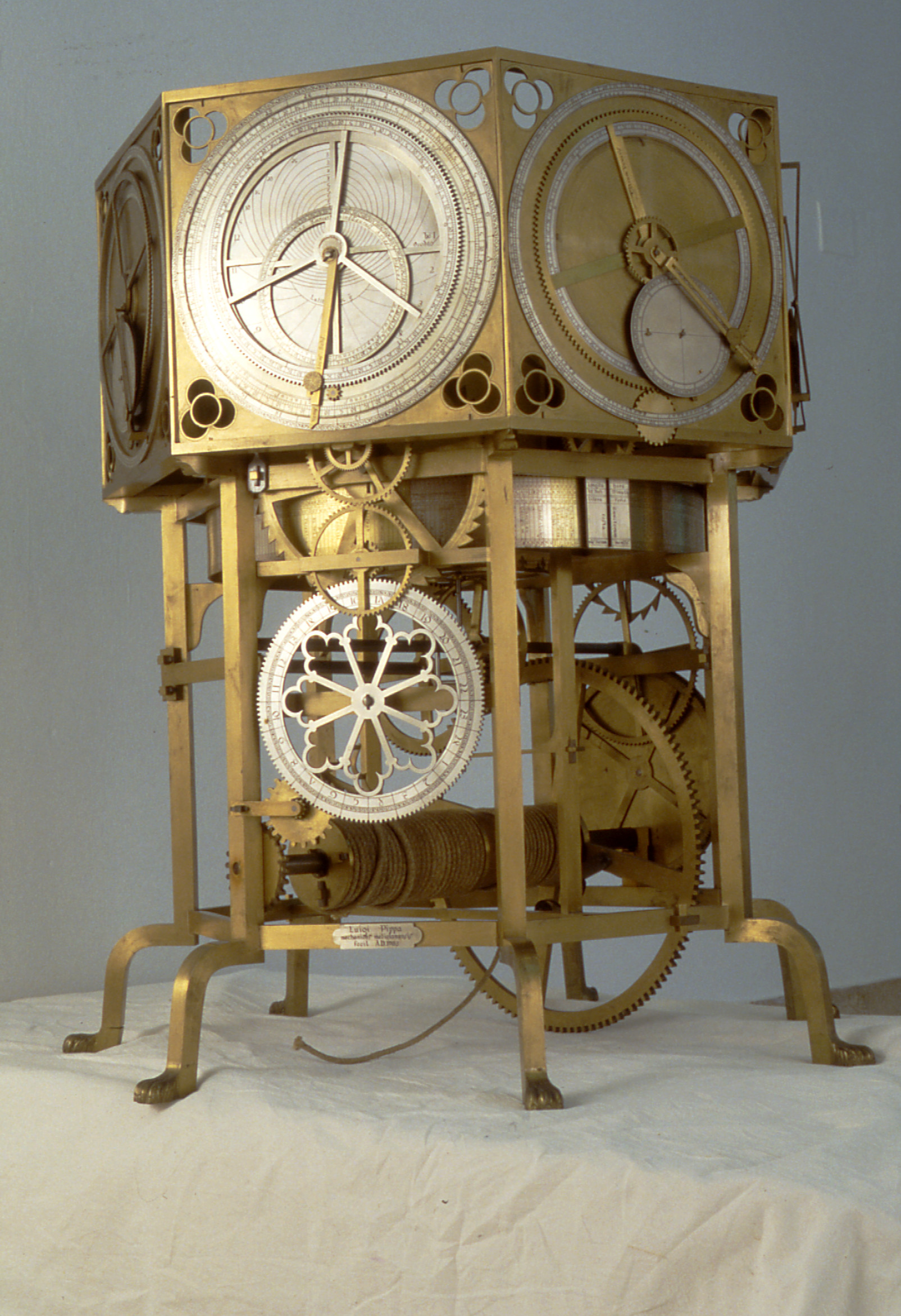
ミラノの国立レオナルドダヴィンチ科学技術博物館（英語版）が所蔵するジョバンニ・デ・ドンディによって製作されたアストラリウム（英語版）の復元品
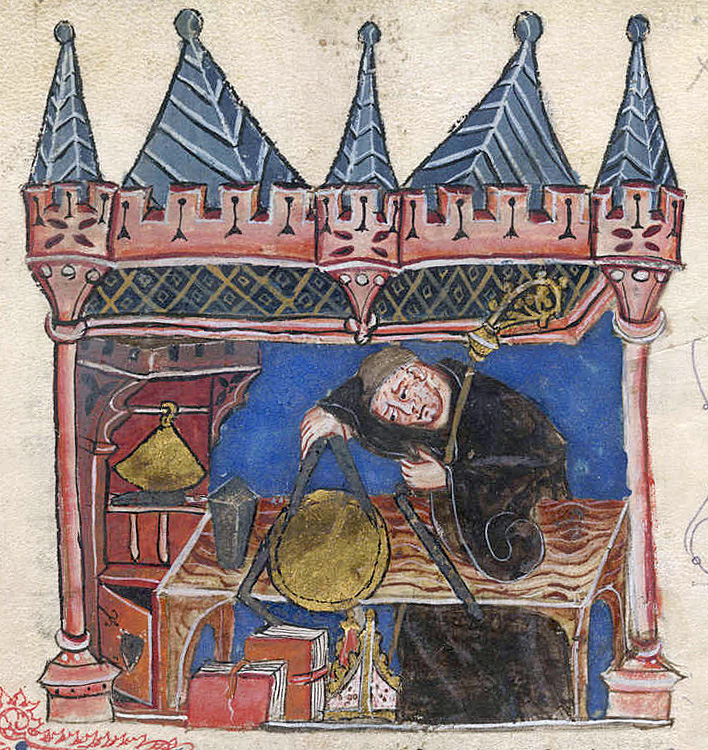
コンパスを使うウォリンフォードのリチャードが描かれた14世紀の細密画

## よく知られる天文時計
有名なものを以下に挙げる。

### ストラスブール
ストラスブール大聖堂には14世紀から残る3つの天文時計が納められている。1つは1352年から1354年の間に作られたもので、16世紀初頭に止まっている。2つめは、その後1547年から1574年にかけてクリスティアン・エルラン（Christian Herlin）、コンラード・ダジポデュース（Conrad Dasypodius）、ハプレヒト兄弟（The Habrecht Brothers）らによって作られた。これは1788年あるいは1789年に動かなくなった（一度にでなく、各部品がだんだんと止まっていった）。50年後、新しい時計がジャン＝バプティスト・シュウィルジュ（Jean-Baptiste Schwilgué）と30人の職工によって作成された。これは2つめの時計が入れられていた容器に収められている。多くの天文学的・暦法的情報が表現されており、人形も取り付けられている。また復活祭の日を算出するために必要なコンプトゥスの機能を持つ、最初の完璧な機械であると考えられている。

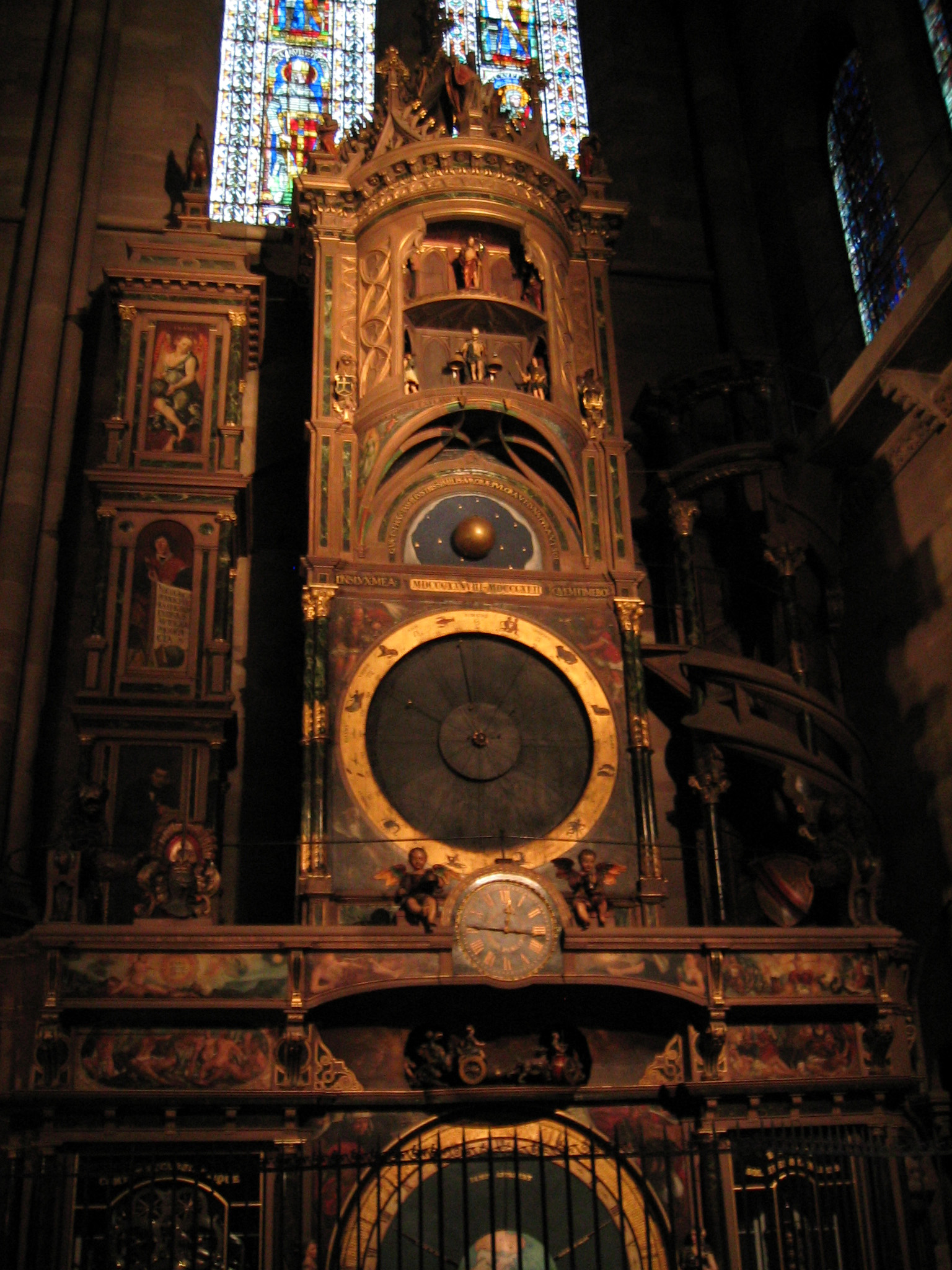
ストラスブール大聖堂の天文時計

### プラハ
最も有名な天文時計のひとつは、チェコ共和国の首都プラハにあるオールド・タウン・ホールの時計であり「プラハのオルロイ」（Prague Orloj）の名でも知られる。中核となる部分は1410年に完成した。時を打つ骸骨の姿をした死神など毎時に動作する4つの彫像が置かれている。さらに1時間ごとに時計上部の窓から使徒が姿を現し、正午には12体全ての像が揃って登場する。1870年には暦を表す図板が時計の下に加えられた。
第二次世界大戦の間、ナチスによる侵攻の際に大部分が破壊された。部品のほとんどを守るため努力した市民たちは英雄として賞賛されている。その後1948年までかけて徐々に復旧されていった。1979年、再度の清掃と修復が行われた。伝説によれば、もしこの時計を粗末に扱い、正しく作動させることを怠れば、都市に苦しみがもたらされるとされている。

### オロモウツ
チェコ共和国の東部に位置し、かつてモラヴィアの首都であったオロモウツの街の中心にも、特徴的な外観を備える天文時計がある。

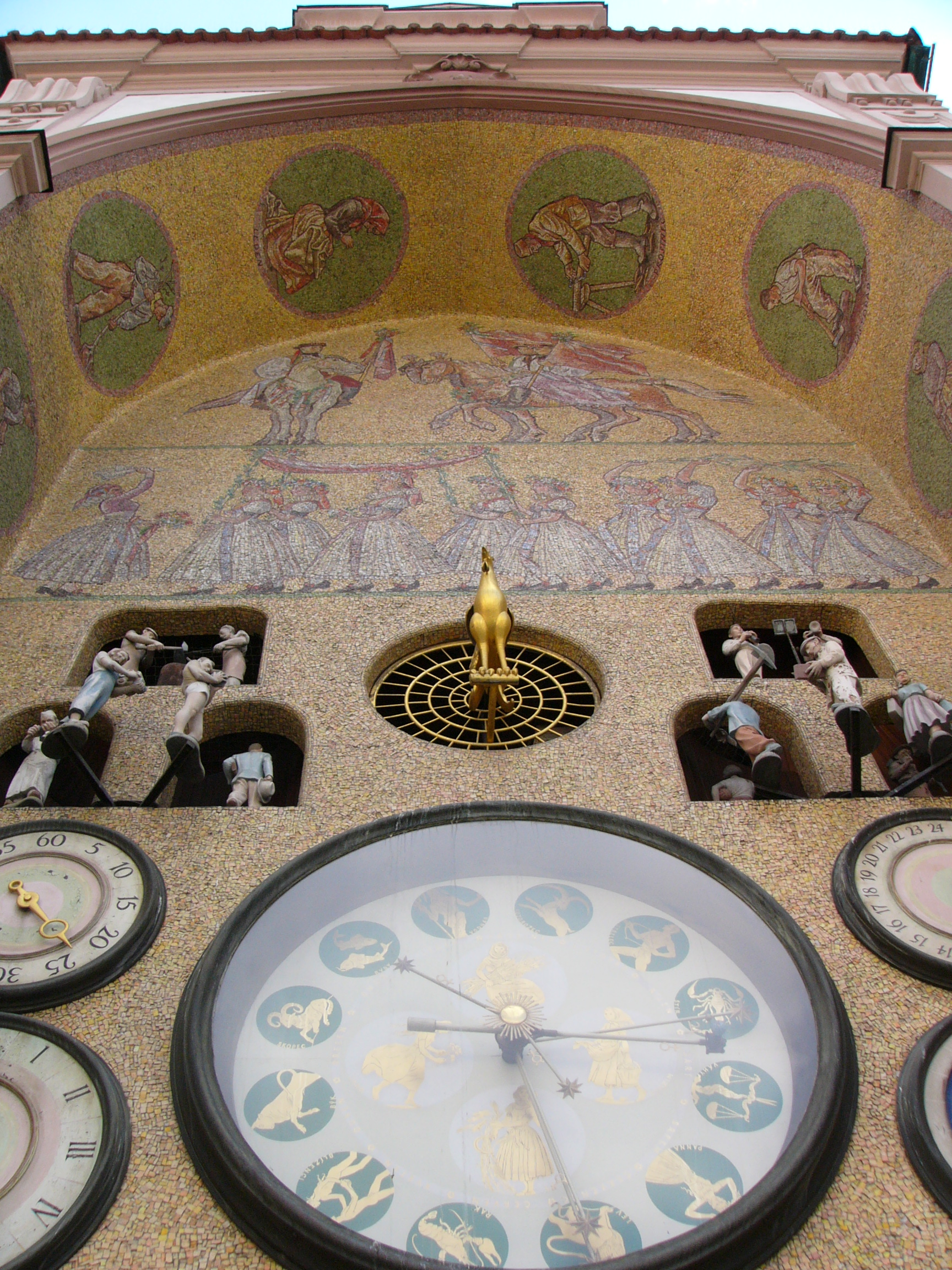
オロモウツのオルロイ

### 蘇頌の「宇宙機関」
ロンドンのサイエンス・ミュージアムには北宋の蘇頌が1092年に作った「宇宙機関」の縮小模型が所蔵されている。「宇宙機関」は高さおよそ10メートルの巨大な天文時計で、水流と水銀によって間接的な動力を得ていた。

### ルンド
スウェーデンのルンド大聖堂にあるHorologium Mirabile Lundenseは14世紀の終わりに製作された。1837年に倉庫にしまわれたものの、1923年に元に戻された。教会の中の小さなオルガンから賛美歌102番「諸人声あげ（In Dulci Jubilo）」が流れる間、東方の三博士とその召使いをかたどった6体の木像がマリアとイエスのそばを通り過ぎる仕掛けが施されている。

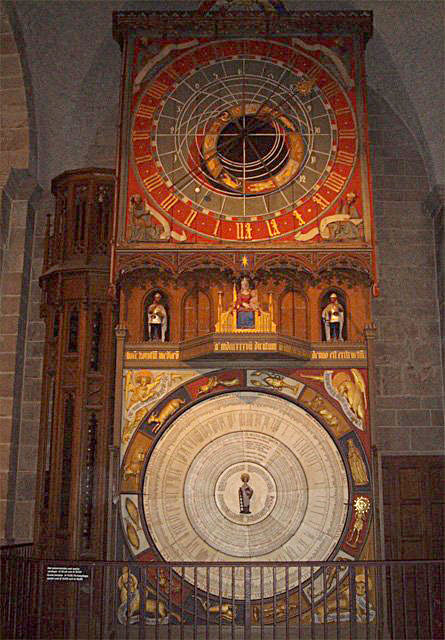
ルンド大聖堂の天文時計

### コペンハーゲン
コペンハーゲンの市庁舎には完全な形の天文時計があり、ガラス製の展示ケースに入れられている。天文学愛好家でもある時計職人のイェンス・オルセン（Jens Olsen）によって50年以上かけて設計されたものである。コンプトゥスなどいくつかの部分は、彼が研究していたストラスブールの天文時計から着想を得ている。1948年から1955年にかけて組み立てられた。1995年から1997年の間に補修作業が行われた。

### ラスマス・ソーネスの時計
ノルウェー人ラスマス・ソーネス（Rasmus Sørnes）によって設計・製作された4つの天文時計のうち最後の1つは、これまで知られているこの種の時計の中でおそらく最も複雑なものであるとされており、精巧な機械が0.70×0.60×2.10メートルというさほど大きくない容器の中に詰め込まれている。十二宮上の太陽と月の位置、ユリウス暦の暦表、グレゴリオ暦の暦表、恒星時、グリニッジ標準時、夏時間とうるう年つきの時計、太陽・月の周期の補正、食、日出・日没、月齢、潮汐、太陽黒点の周期、さらに248年で1周し、25,800年ごとに（地球の歳差により）極食（Polar Ecliptics）を起こす冥王星を含むプラネタリウムが含まれている。全ての歯車は真鍮製で、金めっきが施されている。文字盤は銀めっきである。
ソーネスはまた、必要な道具類も自作し、彼自身が行った天体観測に基づいて製作を行った。ソーネスの時計は1人の職人による手作りの芸術品としては最後の天文時計であると考えられている。その性能と正確性のすばらしさから、ソーネスによる電気振り子の仕掛けは機械からデジタルへの時計の変遷の象徴とされている。イリノイ州ロックフォードのタイム・ミュージアムからシカゴ科学産業博物館へと渡ったのち2002年に売却され、その後どこにあるのかは知られていない。ソーネスの3番目の時計、彼の道具類、特許、図画、望遠鏡などはノルウェー、サルプスボルグのボーガリッセル博物館（Borgarsyssel Museum）で展示されている。

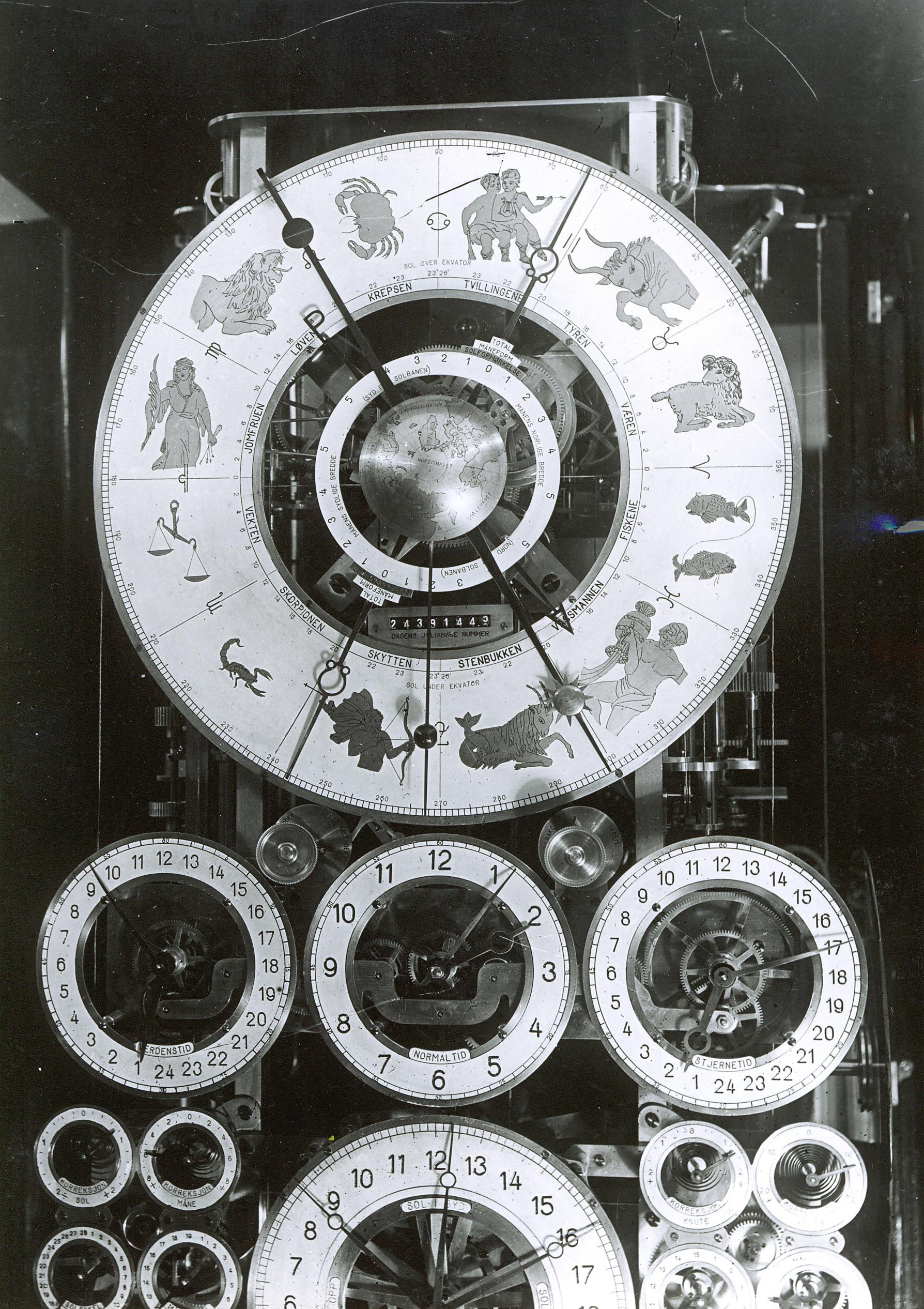
ラスマス・ソーネスの時計

### 万年自鳴鐘
嘉永4年（1851年）に東芝の創業者である田中久重によって製作された万年自鳴鐘は広く知られている機械式の置時計である。1000点以上の部品で構成され、不定時法にも対応しており、曜日、時刻、月齢、十干十二支、二十四節気を表示する。

### その他
ヨーロッパ諸国には天文時計が数多く存在する。ウェルズ大聖堂、エクセター、オタリー・セントメリー、ウィンボーン・ミンスター、ハンプトン・コート宮殿、シオン、ヴィンタートゥール、クレモナ、スプリト、マントヴァ、ブレシア、シュテンダール、ロスキレ、ミュンスターなど多くの都市で天文時計を見ることができる。
ルーアンの大時計（Gros Horloge）はよく知られる14世紀の天文時計であり、大時計通りにある。ベルンのツィットグロッゲ（Zytglogge）も有名で、15世紀からスイスの首都に置かれている。リヨンにあるサン・ジャン大聖堂にも14世紀の天文時計が設置されている。
ドイツのエスリンゲン・アム・ネッカーにあるフェスト（Festo）社では、ハンス・ショイレンブラント（Hans Scheurenbrand）がハルモニア・ムンディ（Harmonices Mundi 、ヨハネス・ケプラーの著書『宇宙の調和』からとっている）という名の時計を製作した。これは天文時計を技術的に洗練したものと世界時計に74片の音板からなるグロッケンシュピールを組み合わせたものである。

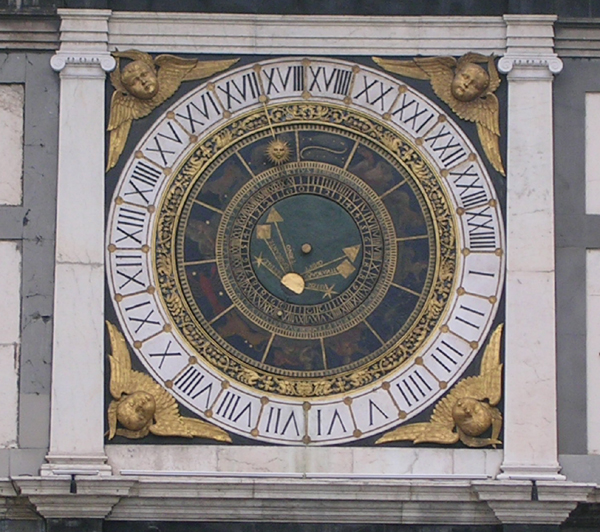
イタリア、ブレシアの天文時計

### 置き時計
展示品として見栄えが良いことから、様々な卓上天文時計が作られている。17世紀のアウクスブルクでは、一人前の時計職人となるには「一級品」と呼べる非常に精巧な卓上天文時計を作らねばならなかった。ロンドンの大英博物館などでその例を見ることができる。
パリ近郊のヴェルサイユ宮殿にはロココ時代の壮麗な卓上天文時計があり、これは時計職人や技術者が12年かけて製作したものである。1754年にルイ15世に献上された。

### 腕時計
近年では独立した時計職人のクリスティアン・ファン・デル・クラウーがアストロラーベを模した腕時計である「アストロラビウム」（Astrolabium）や、「プラネタリウム2000」（Planetarium 2000）、「エクリプス2001」（Eclipse 2001）、「リアル・ムーン」（Real Moon）を作っている。ユリスナルダンも「アストロラビウム・ガリレオ・ガリレイ」（Astrolabium Galileo Galilei）、「プラネタリウム・コペルニクス」（Planetarium Copernicus）、「テリリウム・ヨハネス・ケプラー」（Tellurium Johannes Kepler）といった天文腕時計を販売している。
日本における特徴的な天文腕時計としては、シチズンが開発した「ムーンサイン」（1984年～）及び「コスモサイン」（1986年～）というシリーズが知られている。　ムーンサインには２枚の回転盤のずれによって月齢と月の位置を示すアイデアが採用されている他、1.70等以上の恒星22個と天の川を表示する星座早見盤等が内蔵されている。コスモサインは腕時計としては世界初の自動式精密星座速見盤が採用されている。

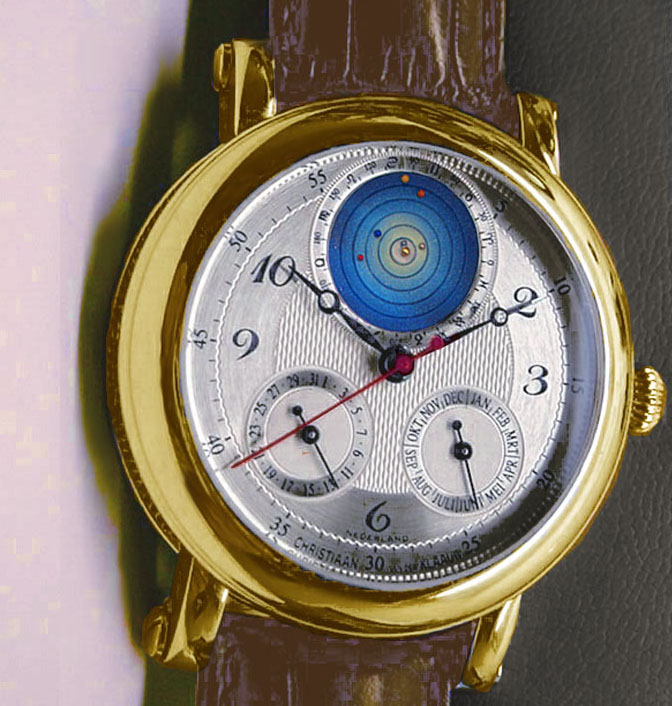
クラウー・プラネタリウム2000
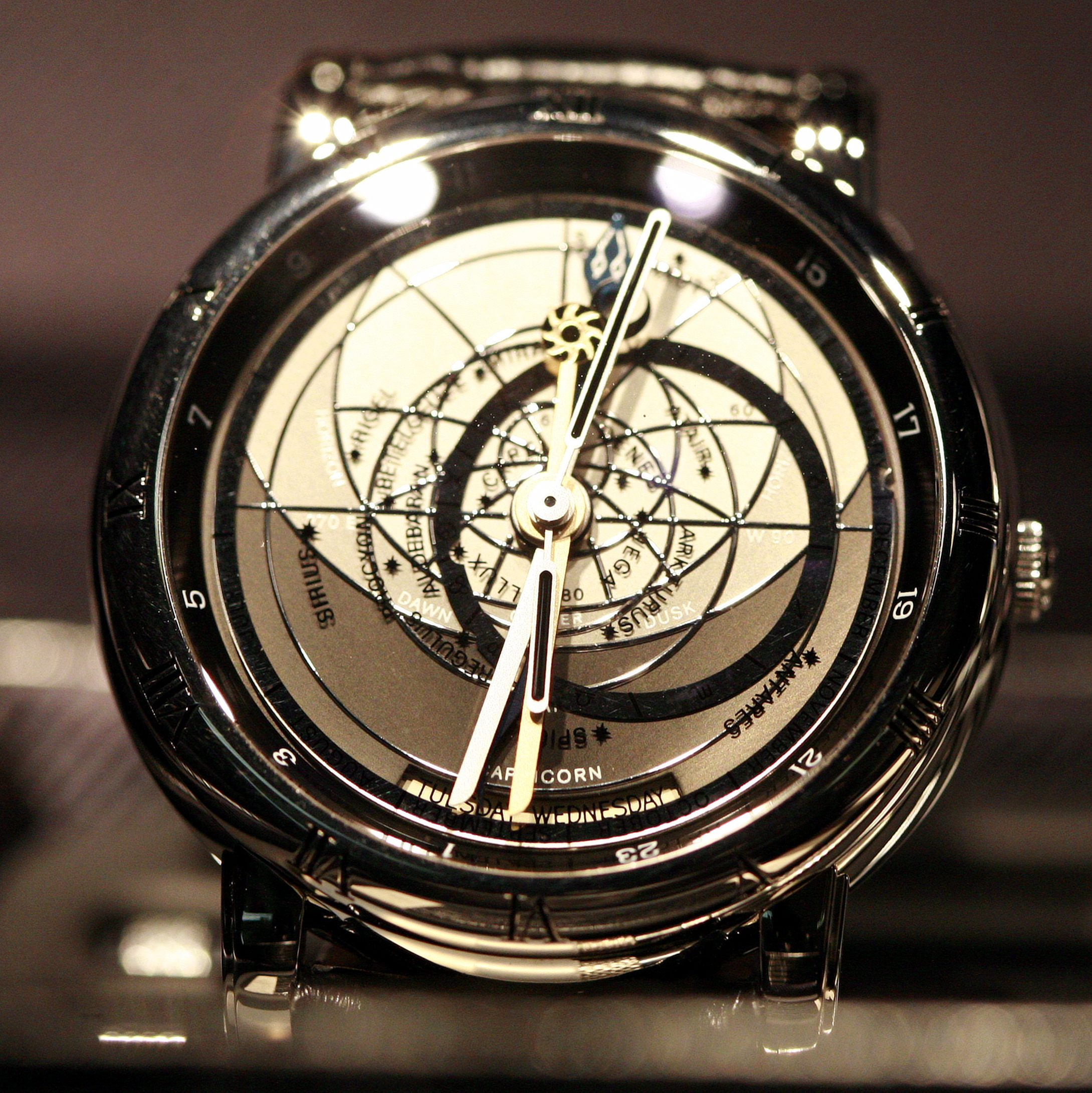
アストロラビウム・ガリレオガリレイ
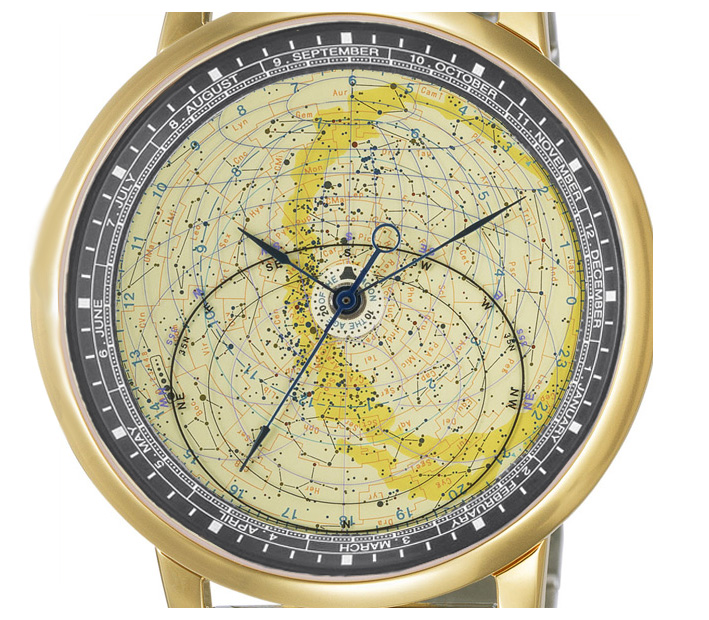
シチズン・コスモサイン
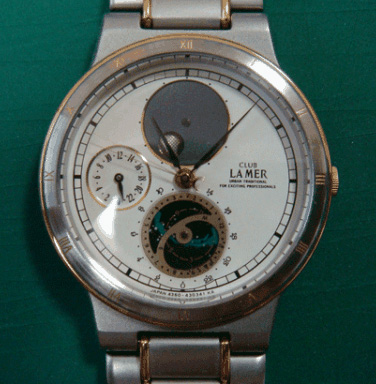
シチズン・ムーンサイン

## 読み方
細部は個々に異なるが、およそ以下のような共通する特徴を持っている。

### 時刻
ほとんどの天文時計は24時間式の文字盤を備えており、外周にIからXIIまでの番号が2組振られている。現在の時刻は先端に金色の球か太陽の絵が付けられた時針で示される。正午は文字盤の上方、深夜は下方にあてられる。分針が使われることはまれである。
時針は同時に太陽の（北からの）方位角と高さも示す。文字盤の上は南を、2個のVIは東と西に対応する。また文字盤の上方は天頂を、2個のVIを結ぶ線は地平線を意味する（北半球で用いられることを意図した天文時計の場合）。春分・秋分の時にはこの割り当てはほぼ正しくなる。
もしXIIが文字盤の上方にない場合、あるいは数字がローマ数字でなくアラビア数字で振られている場合、いわゆるイタリア時（別名ボヘミア時、古チェコ時）が表されている可能性がある。この方式では日没を0時として、夜から昼に向かって時間を数えていき、次の日没で24時を迎える。
上に画像を掲載したプラハの時計では、時刻は太陽と指で示され、ほぼ正午（ローマ数字のXII）、もしくは第17時（アラビア数字によるイタリア時）である。

### 暦表と十二宮
通常一年は十二宮を表す記号によって表現され、24時間の文字盤の内側に同心円として、または別の場所に小さな円として配置される。この円は天球上の太陽の通り道である黄道、あるいは惑星の軌道や地球の軌道面を映したものである。
地球の自転面はその公転面に対して傾いているため、黄道面を時計の盤上に投影する際には中心をずらし、形を歪める。立体投影図を作成するための投影点としては北極点を用いる。これに対し、アストロラーベでは南極点がより一般的である。
黄道盤は23時間56分（うるう時間）で完全に1回転するが、そのためだんだんと時針からずれていく。
日は時針か太陽が黄道盤を横切っている点から読み取ることができる。黄道盤は現在の星座、すなわち黄道上の太陽の場所を示している。横切っている点は1年をかけて黄道盤上をゆっくりと動いていき、太陽は星座の間を渡っていく。
上のプラハの時計の画像では、太陽はちょうどうお座を出ておひつじ座（ヒツジの角の記号）に入った所である。ここから、現在の日は3月下旬から4月初旬であるとわかる。
十二宮を示す盤が時針の内側にあるならば、この盤自身も時針の動きにあわせて回転する。1年で1周する、十二宮上の太陽の位置を示す針が別に存在する場合もある。

### 月
番号が1から29または30まで振られている盤あるいは輪は、月齢を示すためのものである。新月のときを0として満ちていき、15前後で満月となり、29または30まで欠けていく。回転する球や黒い半球、もしくは下部が隠される黒い弧を描いた窓で月相が示されていることもある。

### 時間線
日中と夜間がそれぞれ12時間ずつに割り当てられていることから、夏時間との差異（Unequal Hour ）が生じる。すなわち、ヨーロッパでは夏は日中が長く夜が短いため、日中の12時間は夜の12時間よりも長い。同様に、冬は日中が短く夜が長い。このような差異は中央から放射状に伸びる弧で補正されている。通常時間は文字盤の外側の時をそのまま読み、夏時間は時針が横切っている弧をたどり、そこに示されている数字を読む。

### 星の相
占星術師たちは太陽や月、惑星が天球上にどのような配置で並んでいるかということを重視した。いずれかの惑星が三角形、六角形、四角形の場所に来ていたり、対面や隣に位置していたりすると、対応する星の相を適用し、それが重要であるかどうかを導き出した。いくつかの天文時計には中心となる文字盤の内側に一般的な星の相、例えばその相を表す三角形、四角形、六角形などの記号を配した線や、合・衝を意味する記号が描かれている。アストロラーベにはそれぞれの惑星ごとの各種の星の相を付属させることができる。一方、天文時計の場合では星の相を示す線を回転させることは難しいため、通常太陽または月の星相のみが記されている。
上に示したブレシアの時計では、盤の中央に描かれた三角形、四角形、星印が（おそらくは）月の星相（第3、第4、第6相）を表している。

### 竜針
白道（月の公転軌道）は黄道面（地球の公転面）上にはなく、2点で交わる。月は1か月に2回黄道面を横切る。1回黄道面から昇ってきたあと、それからおよそ15日経つと面の下に沈む。それらが起こる2つの位置は、それぞれ月の昇交点、降交点である。太陽や月の食は月がこれら交点の近傍に位置する時にのみ起こる。天文時計には月の交点の位置を追跡するための文字盤上を横切る長い針をもつものがある。この針は「竜針」と呼ばれ、19年で1周する。竜針が新月と重なると月が地球や太陽と同じ面にあることを示し、これによりその日のある時間帯には地球上のどこかで食が観測できることを意味している。

24時間式文字盤の説明図
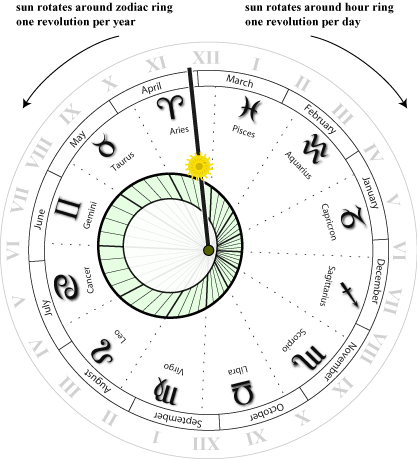
十二宮が文字盤上でどのように表されるかを示した図。星座記号は内側に描かれることが多い
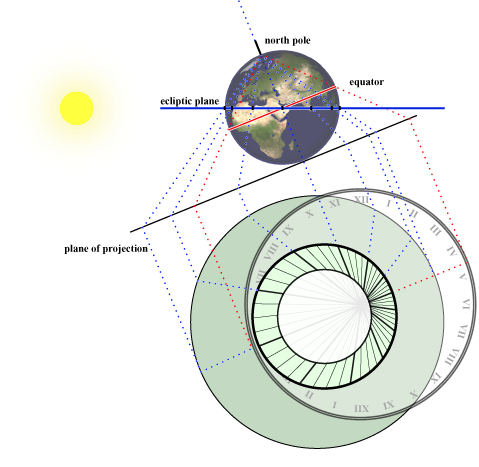
北極点からの立体投影図